# Welcome to the Videos
Welcome to the Videos è un DVD pubblicato nel 1998 contenente i video musicali della band statunitense hard rock Guns N' Roses. Tutti i video sono stati registrati e prodotti tra il 1987 e il 1994.

## Tracce
1. Welcome to the Jungle
2. Sweet Child O' Mine
3. Paradise City
4. Patience
5. Don't Cry
6. Live and Let Die
7. November Rain
8. Yesterdays
9. The Garden
10. Dead Horse
11. Garden of Eden
12. Estranged
13. Since I Don't Have You